# Октябрське (Інкерман)
Октябрське (крим. Oktâbrske, або Інкерман II) — район міста Севастополь.
Розташований на півдні міста, приблизно за 2,5 кілометри на південний схід від вершини Севастопольської бухти, на лівому березі річки Чорної.
Площа району — 75,5 гектара, населення — 930 осіб на 1998, є відділення поліції.
Основні магістралі: Чорноріченська, Вузлова вулиці.

## Історія
Заснований після Другої Світової війни в урочищі навпроти Каламіти як селище для робітників залізничної станції Інкерман II.
З 7 травня 1957 року, коли населені пункти Балаклавського району було передано у підпорядкування міській раді Севастополя, стало віддаленим районом Севастополя, до 7 вересня 2023 року адміністративно відносилося до Інкерману.